# Knauffs Schwarze
Knauffs Schwarze, auch Wendershäuser Fruchtbare, Wendershäuser Ertragreiche, Forchheimer Maschen oder Knauffs Riesenkirsche ist eine zu den Herzkirschen gehörende dunkle Sorte der Süßkirschen. Wegen des, im Vergleich zu anderen Süßkirschen, schwachen Wuchses und der stark folgernden Reife ist die Sorte sehr gut auch für kleinere Hausgärten geeignet.

## Herkunft
Die Sorte wurde 1820 in Bornim von Obstbauer Knauff als Zufallssämling aufgefunden.

## Frucht
Die Frucht ist mittelgroß bis groß. Die stark glänzende Haut ist in der Vollreife schwarz, bei Halbreife dunkelrot. Das weiche Fruchtfleisch ist dunkelrot, und schwach aromatisch. Sie hat eine mittlere Platzfestigkeit. Der Stein ist mittelgroß, relativ dick und symmetrisch. Der Stiel ist mittellang, etwa 4 cm und mitteldick, gerötet mit mittelgroßem bis großem Stielansatz. Sie reift in der 2. bis 4. Kirschwoche stark folgernd.

## Baum
Der Baum  wächst mittelstark bis schwach, stark abhängig von Standort und Unterlage mit  schrägen fast waagerechten Leitästen. Die Krone ist sehr variabel, von hochkugelig über kugelig bis pyramidal. Er ist selbststeril und braucht einen Befruchtungspartner. Er blüht sehr früh, zu Blühbeginn gemeinsam mit etwas stark rötlichem Blattaustrieb. Der Ertrag ist hoch und regelmäßig.  